# Eugen Seleș
Eugen Seleș (n. 19 decembrie 1882, Lozna, județul Someș – d. 29 martie 1953, Timișoara, județul Timiș) a fost un deputat în Marea Adunare Națională de la Alba Iulia, organismul legislativ reprezentativ al „tuturor românilor din Transilvania, Banat și Țara Ungurească”, cel care a adoptat hotărârea privind Unirea Transilvaniei cu România, la 1 decembrie 1918 :p. 101 .

## Biografie
S-a născut în 19 decembrie 1882 în Lozna, Sălaj. A urmat cursurile școlii primare în satul natal, Lozna, din județul Someș (interbelic), actual județul Sălaj. Mai târziu, face liceul și Teologia în Gherla. În 1911 este licențiat în filosofie la Facultatea de Filosofie din cadrul Universității din Cluj, specialitatea română. În 1913 primește titlul de Doctor în filosofie, cu lucrarea despre opera lui Grigore Alexandrescu :p. 101.
A fost profesor de limba Română la Preparandia din Gherla până în 1919, când este numit director al Liceului „Dragoș-Vodă” din Sighetul Marmației, de unde este transferat un an mai târziu ca director la Liceul „Mihai Eminescu” din Satu-Mare, unde a depus o activitate culturală și socială intensă. Aici funcționează până în 1940, când, în urma hotărârilor cuprinse în cadrul Dictatului de la Viena, se refugiază la Timișoara, fiind profesor de limba română la Liceul „C. Diaconovici – Loga” din Timișoara până în 1943, când se pensionează :p. 190.
Într-un discurs rostit cu ocazia ridicării pavilionului național din 2 iunie 1938, directorul Liceului "Mihai Eminescu" din Satu-Mare își etalează crezul asupra menirii și importanței educației pentru evoluția și dezvoltarea societății, precum și părerea asupra problemelor pe care le identifică în societatea vremii, menționând: Ca om al școalei, în calitate de conducător al unui liceu teoretic de la granița țării, am fost și din răsputeri am încercat întotdeauna să fiu străjer aici, la periferii. În curs de 18 ani am insistat ca prin muncă, carte și știință, prin conduită și prin felul nostru de a fi, profesori și elevi, să muncim pentru țară și rege, pentru noi înșine și pentru viitorul nostru. Am constatat însă lipsa unor elemente educative din trecut. Nu mai este astăzi ajutorul familiei, nu mai este docilitatea elevului. Ne lipsește ambianța aceea de liniște, de colaborare, de armonie și de tărie, care făcea din școala secundară o fortăreață a culturii generale. un liceu trebuie să fie un focar de cultură. Din liceu vor ieși elementele de elită ale societății: inginerii, doctorii, avocații și profesorii de mâine. Însă din progresul descrescând an de an, din psihoza tineretului nostru școlar, din multele infracțiuni și crime ce s-au înregistrat în viața școalelor secundare, din amestecul politicianismului și în sanctuarele culturii și ale educației tineretului nostru, - nu putea să iasă o lume bună de conducători, o elită a societății de mâine, care e chemată să ne ia succesiunea în conducerea țării. Trebuia în mod categoric să vie ceva, să se facă ceva pentru încadrarea tineretului școlar într’o ambianță de muncă serioasă, de hărnicie, devotament și disciplină românească, toate puse exclusiv în slujba intereselor naționale. [...] Să nu treacă o zi fără de o faptă bună. Prin faptele bune ale tuturor, prin credință și muncă, vom ajunge la idealul suprem al neamului nostru pentru viitor: încadrarea românismului în ritmul veșniciei, al slavei și mărirei la care au ajuns neamurile latine din Apusul Europei.
A militat pentru unire în anturajul episcopului Iuliu Hossu, iar după 1918 a desfășurat o activitate culturală și națională intensă, organizând și participând la manifestațiile anti-revizioniste din nordul țării :p. 101. A patronat apariția unor reviste școlare cum au fost: Micul matematician, Nos Essais (Încercările noastre). A inițiat publicarea anuarelor liceului în perioada 1920-1938. A desfășurat o bogată activitate publicistică în revistele: Țara de Sus, Afirmarea, România de nord, Ogorul sătmărean, Nos Essais. Din 1924 a fost președintele Despărțământului Satu Mare al ASTREI. Tot de numele lui se leagă înființarea Cinematografului Astra. A luat parte și la înființarea la 24 ianuarie 1924 a Reuniunii române de cântări și muzică ,,Vasile Lucaciu” . Activitatea lui a fost curmată brusc de odiosul Dictat de la Viena din 1940 când a trebuit să părăsească Satu Mare.
A decedat în 29 martie 1953 la Timișoara.

## Activitatea politică

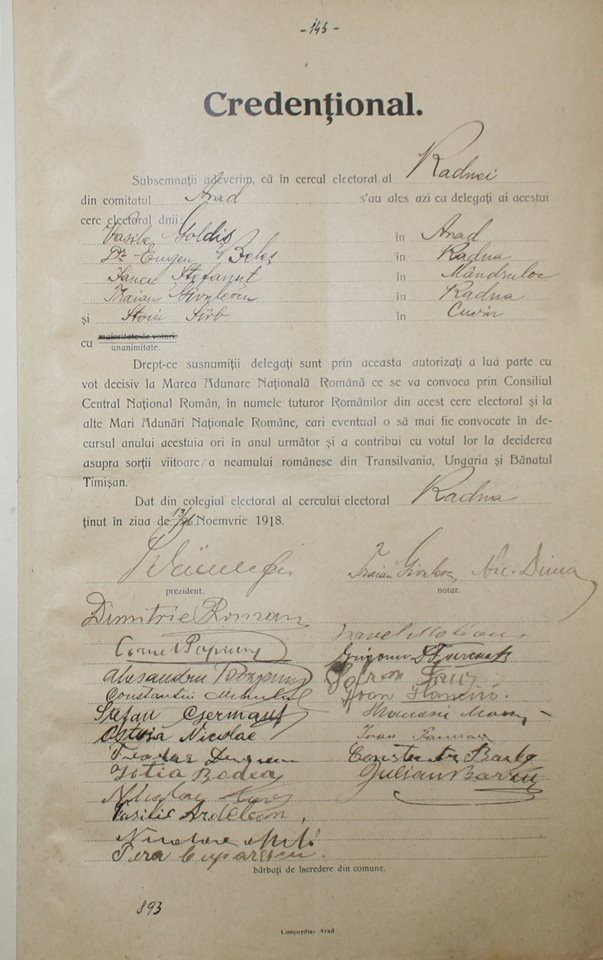
Credențional

Ca deputat în Adunarea Națională din 1 decembrie 1918 a fost delegat al Reuniunii Sfânta Maria a femeilor greco-catolice române din Gherla :p. 190.

## Recunoașteri
Pentru activitatea depusă în plan național și cultural, dar mai ales pentru contribuția adusă în ceea ce privește Unirea Transilvaniei cu România, Consiliul Județean Cluj, prin hotărârea 27278/2018, decide acordarea post-mortem a titlului de Cetățean de onoare al Județului Cluj Clujean de onoare lui Eugen Seleș . De asemenea, în 8 mai 2015, la Colegiul Național „Mihai Eminescu” Satu Mare a avut loc dezvelirea unei plăci comemorative închinată lui Eugen Seleș, fost director al liceului .